# 上入津村
上入津村（かみにゅうづむら）は、大分県南海部郡にあった村。現在の佐伯市の一部にあたる。

## 地理
日向灘に面する通称・入津湾の奥部に位置していた

## 歴史
- 1889年（明治26年）4月1日、町村制の施行により、南海部郡楠本浦、畑野浦が合併して村制施行し、上入津村が発足[1][2]。旧村名を継承した楠本浦、畑野浦の2大字を編成[2]。
- 1922年（大正11年）畑野浦トンネル（木立村～畑野浦）開通[2]
- 1955年（昭和30年）3月31日、南海部郡蒲江町、名護屋村、下入津村と合併し、蒲江町が存続して廃止された[1][2]。

## 産業
- 農業、漁業